# Golfe de Panama
Le golfe de Panama est un golfe de l'océan Pacifique, formé par la côte sud du Panama. Le canal de Panama le relie avec la mer des Caraïbes et l'océan Atlantique.

## Géographie
Le golfe de Panama a une largeur maximale de 250 km et une profondeur maximale de 220 mètres. Il contient lui-même quelques baies ou golfes mineurs : la baie de Panama, le golfe de Parita et le golfe de San Miguel, ainsi que quelques îles situées principalement dans l'Archipel des Perles : Isla del Rey (« Île du Roi »), Île Gibraleón, Île José, etc.
Le canal de Panama relie le golfe avec la mer des Caraïbes, partie de l'océan Atlantique, en traversant l'isthme de Panama.
La côte comprend quelques ports importants : Panama, La Palma et Chitré.

## Source et autres références
- (en) Cet article est partiellement ou en totalité issu de l’article de Wikipédia en anglais intitulé « Gulf of Panama » (voir la liste des auteurs).